# Domnall Máel Cairprech Mac Carthaigh
Domnall Máel Cairprech Mac Carthaigh (floruit 1280-1310), anglicisé en Donal Maol Cairprech MacCarthy, membre de la dynastie Mac Carthy qui est l'ancêtre de la lignée des Mac Carthaigh Riabhach, seigneurs de Carbery, dans le comté de Cork en Irlande.

## Contexte
Domnall Máel Cairprech est le fils cadet du roi de Desmond, Domnall Gott mac Domnaill. Il succède à son frère aîné Dermod Donn comme seigneur de Carbery, en Irlande, en 1262. Il est cependant considéré comme le premier « Prince de Carbery », car c'est à lui qu'est cédé « Carbery détaché de Cork » par le roi de Desmond en 1280. Bien que l'on ne connaisse que peu de choses sur sa vie, les sources indiquent qu'il meurt en 1310. Il laisse deux fils :
- Domhnall Cam (connu également sous le nom de Domhnall Caomh), fl. 1334, ancêtre des Mac Carthaigh Riabhach seigneurs de Carbery,
- Cormac Fionn.

## Source
- (en) Goddard Henry Orpen (Introduction de Seán Duffy), Ireland under the Normands 1169-1333, vol. III, Dublin, Four Courts Press (réédition), 2005, 633 p. (ISBN 9781846828188), p. 360 Appendix III The Mac Carthys of Desmond